# ウィリアム・デニング

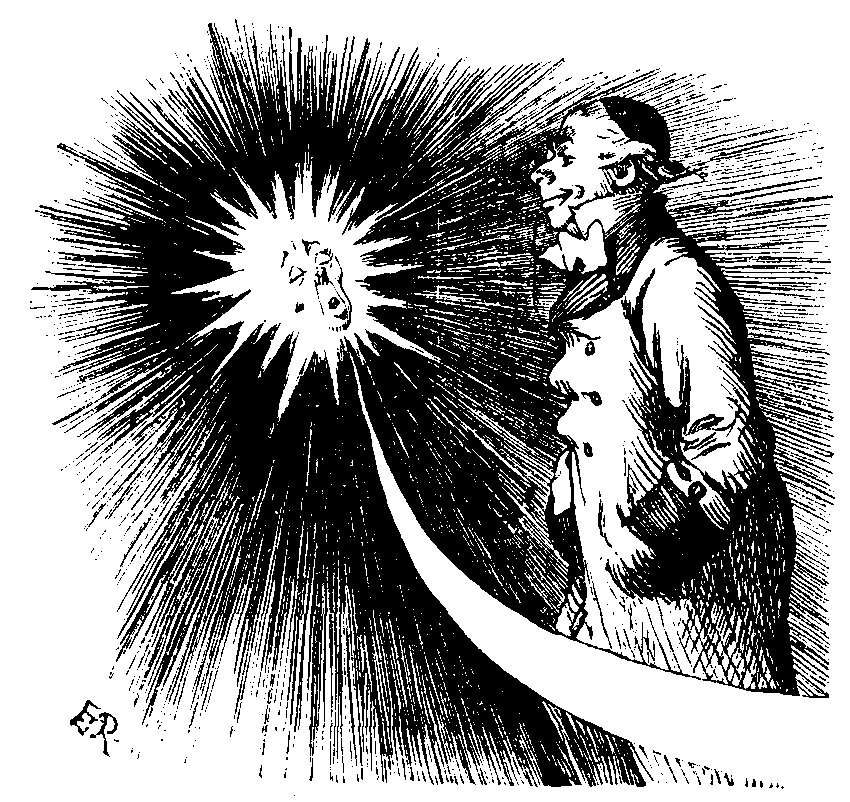
1892年のパンチに掲載されたデニングの彗星発見を称えた漫画

ウィリアム・フレデリック・デニング（William Frederick Denning、1848年11月25日 - 1931年6月9日）はイギリスの天文学者。サマセット出身。

## 生涯
彗星探査に勢力を注ぎ、発見した彗星には1881年に発見した周期彗星、72P/デニング・藤川彗星（1978年の回帰を日本の藤川繁久が発見した）が含まれる。また、1894年に発見したのち2024年まで行方不明になっていた489P/デニング彗星（旧:D/1894 F1）は、1959年にジョージ・オールコックが彗星を発見するまで、長くイギリス本土で最後に発見された彗星であった。
流星の観測もおこない、1916年のうしかい座の流星群の観測などを行った。また1920年にはくちょう座の新星（V476 Cygni）を発見した。1898年に王立天文学会ゴールドメダルを受賞した。
ブリストルで没した。
月のデニングクレーターと火星のデニングクレーターは彼にちなみ命名されている。